# Giulia Anghelescu
Giulia Anghelescu (* 7. November 1984 in Galați) ist eine rumänische Pop-Dance-Sängerin und DJ beim Radiosender Pro FM in Rumänien. Sie war von 2009 bis Ende 2011 die weibliche Stimme des rumänischen Trios DJ Project
und übernahm die Position als Frontsängerin im Dezember 2016 erneut.

## Leben und Wirken

### Frühe Jahre
Anghelescu besuchte die Grundschule „Școala de arte Dimitrie Cuclina“ in Galați. Sie hatte mit sechs Jahren ihren ersten Bühnenauftritt in der Show Tip Top Minitop. 1995 veröffentlichte sie ihre erste Kassette mit Liedern, die von Adrian Ordean und Mihai Ochiu komponiert waren. 1996 bildete Giulia zusammen mit Monica Andrei und Andreea Antonescu das Frauentrio Flash, das sich wegen des fehlenden kommerziellen Erfolgs schnell wieder auflöste. Anschließend nahm sie an der Castingshow Școala Vedetelor teil und schaffte es bis zum Recall der Show.

### 2000–2005:Candy
Im März 2000 besuchte sie Laurențiu Duță, einen Freund aus ihrer Kindheit, der inzwischen Bekanntheit als Musiker erlangt hatte. Auf dessen Vorschlag gründeten sie die Band Candy, die aus ihr und zwei weiteren Sängerinnen bestand. Das Trio landete nach kurzer Zeit ein One-Hit-Wonder mit dem Song Mergem la mare („Wir gehen zum Meer“) und veröffentlichte wenig später das gleichnamige Debütalbum. 2002 zog die Sängerin nach Bukarest, wo sie das „Gheorghe-Lazăr-Gymnasium“ besuchte. Ende 2002 verließ eine der Sängerinnen die Band, die aber schnell Ersatz fand. 2004 verließ ein weiteres Mitglied die Band, um eine Solokarriere zu beginnen.

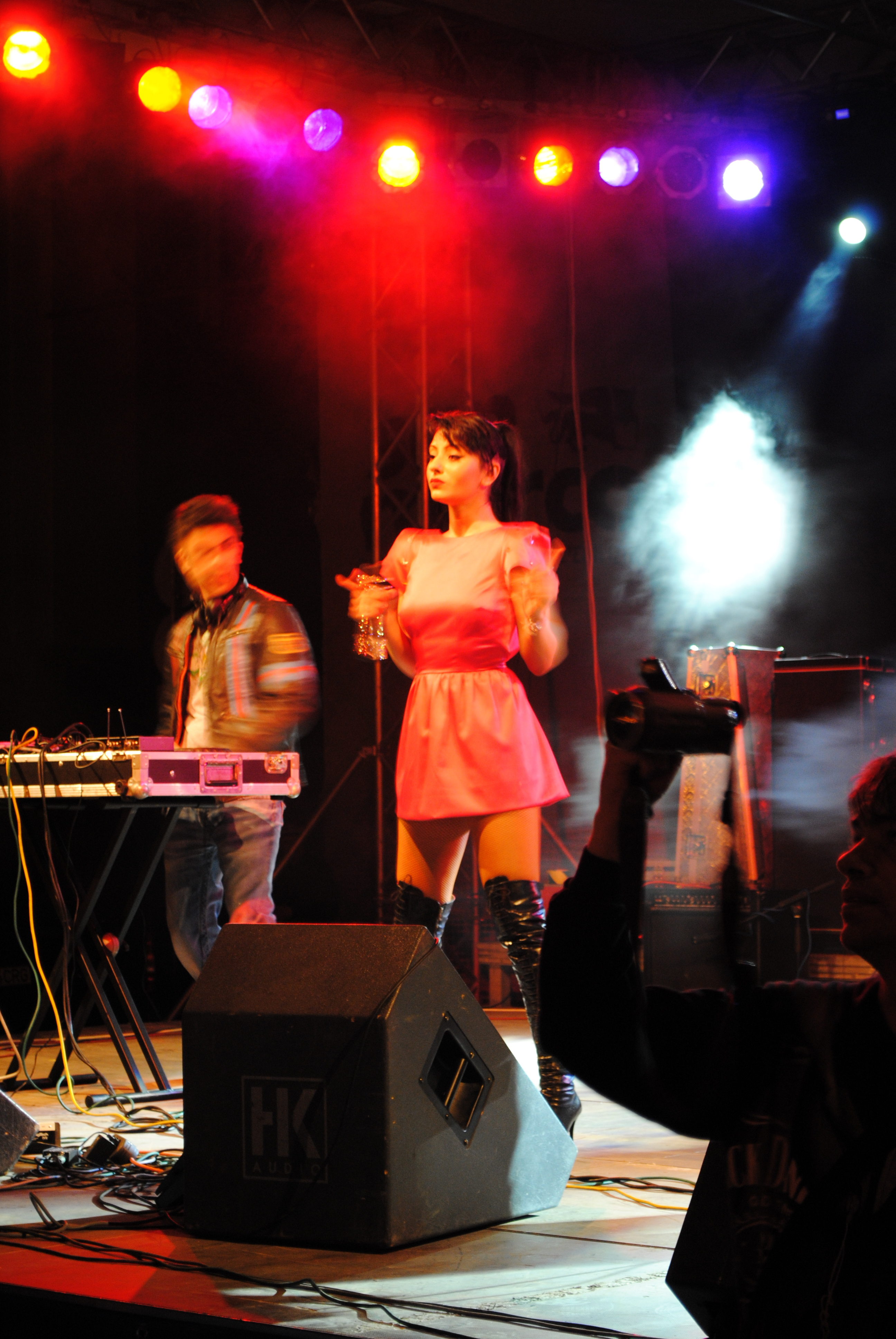
Giulia Anghelescu live mit DJ Project

Bis 2005 moderierte Anghelescu die Shows Cool-Mea Distracției, Kiss Adventure und Kiss my way in Rumänien. Sie war als Radiomoderatorin bei Kiss FM, One FM, Radio 21 und Pro FM tätig.

### 2006–2008: Solokarriere
Ihr zweites Studioalbum Fluturi („Schmetterlinge“) wurde im Sommer 2006 veröffentlicht; laut ihrer Aussage zeigt es ihren Wandel von einem Teenager zu einer Dame. Die Tracks auf dem Album stellen ein Puzzle aus ihrem Leben dar.
2008 veröffentlichte sie ihr drittes Album Primul Pas („Der erste Schritt“), das von Marius Moga und Laurențiu Duță produziert wurde und u. a. ein Duett mit Gabriel Huiban enthält.
Anghelescu gewann 2008 den ersten Platz in der Tanzshow Dansez pentru tine („Ich tanze für dich“).

### Seit 2009:DJ Project, Mutterschaft und viertes Studioalbum
Anghelescu kehrte 2009 als Ersatz für Ellie White zum DJ Project (bestehend aus DJ Maxx und DJ Gino) zurück, nachdem sie 2001 bereits kurz bei dessen Debütalbum Experience mitwirkte. In kurzer Zeit veröffentlichte das Trio drei Lieder, die in Bulgarien einen kommerziellen Erfolg einfuhren. Nu („Nein“), Regrete („Bereuen“) und Mi-e dor de noi („Ich vermisse uns“) erreichten Positionen in den rumänischen Charts.
2011 verließ sie die Band wegen ihrer Schwangerschaft. Im folgenden Jahr heiratete sie Vlad Huidu und gebar ein Mädchen. Gleich darauf erschien ihr viertes Studioalbum Un om cu un pian („Ein Mensch mit einem Piano“), welches sich vielfach verkaufte.
Seit Dezember 2016 ist Anghelescu wieder als Frontsängerin von DJ Project tätig und löste Xenia Costinar, die bis dahin kurzzeitig die weibliche Stimme war, ab.

## Diskographie

### Studioalben (mitCandy)
- 2000: Candy
- 2001: O Seară Perfectă
- 2002: De Vis
- 2003: Best Of Candy
- 2003: Poveste

### Studioalben (Solo)
- 2004: Giulia
- 2006: Fluturi
- 2008: Primul pas
- 2012: Un om cu un pian

### Singles
- 2011: Underrated Love
- 2011: Vorbe Goale
- 2012: Un om cu un pian
- 2013: My Life
- 2013: Azi
- 2014: Jocuri Deochiate
- 2015: Ghici cine?
- 2016: Ochii tăi
- 2016: Ce-a fost a fost (feat. Shift)
- 2017: Ne vedem noi

### Featurings
- Directia 5 feat. Giulia – De ce
- Furbo feat. Giulia – Baby Baby
- Laurentiu Duta feat. Giulia – Totul s-a pierdut
- Vali Barbulescu feat. Giulia – In the Night
- Codu Penal feat. Giulia – Vreau banii tai
- Giulia feat. Vali Barbulescu – Zbor
- Marius feat. Giulia – Rain
- Giulia feat. Gabriel – Te-am ales
- DJ Andi feat. Giulia – Opened mind
- Giulia feat. Micke – Mouse song
- Quiet feat. Giulia – I Wanna
- Anthony Icuagu feat. Giulia – Sunbright
- DJ Ciurma feat. Giulia – Last Christmas
- Bere Gratis feat. Giulia – Doua Inimi
- Dance Floor feat. Giulia – Non dormire